# Communauté de communes Monts, Rance et Rougier
La communauté de communes Monts, Rance et Rougier est, à partir du 1er janvier 2017, une communauté de communes française située dans le département de l'Aveyron, en région Occitanie.
La dénomination fait référence aux monts du Parc naturel régional des Grands Causses, à la Rance et au Rougier de Camarès.

## Historique
Cette communauté de communes naît de la fusion, le 1er janvier 2017, de la communauté de communes du Rougier de Camarès, de la communauté de communes du Pays Belmontais et de la communauté de communes du Pays Saint-Serninois. Son siège est fixé à Belmont-sur-Rance.

## Territoire communautaire

### Composition
La communauté de communes est composée des 23 communes suivantes :

| Nom                       | Code Insee | Gentilé         | Superficie (km2) | Population (dernière pop. légale) | Densité (hab./km2) |
| ------------------------- | ---------- | --------------- | ---------------- | --------------------------------- | ------------------ |
| Belmont-sur-Rance (siège) | 12025      | Belmontais      | 44,19            | 990 (2022)                        | 22                 |
| Arnac-sur-Dourdou         | 12009      | Arnacois        | 16,57            | 44 (2022)                         | 2,7                |
| Balaguier-sur-Rance       | 12019      | Balaguiérois    | 9,8              | 89 (2022)                         | 9,1                |
| Brusque                   | 12039      | Brusquois       | 36,18            | 259 (2022)                        | 7,2                |
| Camarès                   | 12044      | Camarésiens     | 41,86            | 1 028 (2022)                      | 25                 |
| Combret                   | 12069      | Combretois      | 49,85            | 258 (2022)                        | 5,2                |
| Fayet                     | 12099      | Fayetois        | 15,87            | 236 (2022)                        | 15                 |
| Gissac                    | 12109      | Gissacois       | 31,02            | 96 (2022)                         | 3,1                |
| Laval-Roquecezière        | 12125      | Rocacéziérois   | 30,66            | 294 (2022)                        | 9,6                |
| Mélagues                  | 12143      | Melagais        | 44,51            | 56 (2022)                         | 1,3                |
| Montagnol                 | 12147      | Montagnolois    | 34,47            | 147 (2022)                        | 4,3                |
| Montfranc                 | 12152      | Montfrancains   | 6,2              | 130 (2022)                        | 21                 |
| Montlaur                  | 12154      | Montlaurais     | 41,57            | 660 (2022)                        | 16                 |
| Mounes-Prohencoux         | 12192      | Moucoussois     | 37,62            | 193 (2022)                        | 5,1                |
| Murasson                  | 12163      | Murassonois     | 40,25            | 213 (2022)                        | 5,3                |
| Peux-et-Couffouleux       | 12179      | Peuleussiens    | 21,71            | 87 (2022)                         | 4                  |
| Pousthomy                 | 12186      | Postomiens      | 17,33            | 212 (2022)                        | 12                 |
| Rebourguil                | 12195      | Rebourguilois   | 35,31            | 287 (2022)                        | 8,1                |
| Saint-Sernin-sur-Rance    | 12248      | Saint-Serninois | 11,14            | 586 (2022)                        | 53                 |
| Saint-Sever-du-Moustier   | 12249      | Saint-Severais  | 26,03            | 180 (2022)                        | 6,9                |
| La Serre                  | 12269      | La Serrois      | 18,52            | 127 (2022)                        | 6,9                |
| Sylvanès                  | 12274      | Sylvanésiens    | 16,96            | 116 (2022)                        | 6,8                |
| Tauriac-de-Camarès        | 12275      | Tauriacois      | 24,75            | 35 (2022)                         | 1,4                |

### Démographie
| 1968  | 1975  | 1982  | 1990  | 1999  | 2008  | 2013  | 2018  |
| ----- | ----- | ----- | ----- | ----- | ----- | ----- | ----- |
| 9 212 | 8 023 | 7 565 | 6 962 | 6 558 | 6 622 | 6 381 | 6 285 |

## Administration

### Siège
Le siège de la communauté de communes est situé à Belmont-sur-Rance.

### Les élus
Le conseil communautaire de la communauté de communes Monts Rance et Rougier se compose de 37 conseillers représentant chacune des communes membres et élus pour une durée de six ans.
Ils sont répartis comme suit :
| Nombre de conseillers | Communes                         |
| --------------------- | -------------------------------- |
| 6                     | Belmont-sur-Rance, Camarès       |
| 3                     | Montlaur, Saint-Sernin-sur-Rance |
| 1 (+ 1 suppléant)     | les 19 autres communes           |

### Présidence
Le conseil communautaire a élu sa présidente, Monique Aliès, maire de Belmont-sur-Rance et désigné ses 9 vice-présidents qui sont : 
1. Cyril Touzet, Maire de Camarès, 1er vice-président, référent de la commission "Attractivité - Économie",
2. Patrick Roques, Maire de Saint Sernin sur Rance, 2e vice-président, référent de la commission "Culture",
3. Patrick Rivemale, Maire de Montlaur, 3e vice-président, référent de la commission "Aménagement de l'espace communautaire",
4. Bernard Arnould, conseiller municipal de Belmont-sur-Rance, 4e vice-président, référent de la commission "Action sociale",
5. Claude Chibaudel, Maire de Montagnol, 5e vice-président, référent de la commission "Finances - Évaluation et prospective",
6. Michel Wolkowicki, Maire de Sylvanès, 6e vice-président, référent de la commission "Tourisme",
7. Anne Claire Solier, Maire de Rebourguil, 7e vice-présidente, référente de la commission "Mobilité - Numérique et Communication",
8. Patrice Viala, Maire de Laval-Roqueceziere, 8e vice président, référent de la commission "Voirie Communautaire - Travaux communaux",
9. Jean-Philippe Sabathier, Maire de Combret, 9e vice président, référent de la commission "Environnement".

| Période      | Période      | Identité         | Étiquette | Qualité                      |
| ------------ | ------------ | ---------------- | --------- | ---------------------------- |
| janvier 2017 | juillet 2020 | Claude Chibaudel | SE        | Retraité, maire de Montagnol |
| juillet 2020 | En cours     | Monique Aliès    |           | maire de Belmont-sur-Rance   |

### Régime fiscal et budget
Le régime fiscal de la communauté de communes est la fiscalité professionnelle unique (FPU).